# Paolo Chiavenna
Paolo Chiavenna est un astronome italien qui observe depuis l'observatoire de Sormano.
D'après le Centre des planètes mineures, il a co-découvert quinze astéroïdes numérotés entre 1995 et 2000.

## Astéroïdes découverts
| (9796) Robotti[1]                                                                                                | 19 avril 1996    |
| (11145) Emanuelli[2]                                                                                             | 29 août 1997     |
| (15379) Alefranz[2]                                                                                              | 29 août 1997     |
| (17614) 1995 UT7[2]                                                                                              | 27 octobre 1995  |
| (27900) Cecconi[3]                                                                                               | 7 septembre 1996 |
| (29424) 1997 BV4[4]                                                                                              | 29 janvier 1997  |
| (31254) 1998 DK23[5]                                                                                             | 27 février 1998  |
| (35270) Molinari[3]                                                                                              | 7 septembre 1996 |
| (37706) Trinchieri[3]                                                                                            | 8 septembre 1996 |
| (39734) Marchiori[1]                                                                                             | 14 décembre 1996 |
| (55854) Stoppani[5]                                                                                              | 8 novembre 1996  |
| (79382) 1997 GC4[5]                                                                                              | 8 avril 1997     |
| (79472) Chiorny[4]                                                                                               | 6 janvier 1998   |
| (97356) 2000 AY27[4]                                                                                             | 5 janvier 2000   |
| (120679) 1997 BW4[4]                                                                                             | 29 janvier 1997  |
| 1. avec Francesco Manca 2. avec Piero Sicoli 3. avec Valter Giuliani 4. avec Augusto Testa 5. avec Marco Cavagna |                  |